# ジャンピエロ・ボニペルティ
ジャンピエロ・ボニペルティ（Giampiero Boniperti、1928年7月4日 - 2021年6月18日）は、イタリア・ノヴァーラ出身の元サッカー選手。ポジションはFW・MF。
攻撃的なポジションであればどこでもこなせる柔軟性と強い精神力を持ったユヴェントスの往年の名プレーヤー。プロキャリア全てをユヴェントスに捧げ、2006年1月10日にアレッサンドロ・デル・ピエロに抜かれるまで45年間ユヴェントスのクラブ最多得点者の記録を保持していた（182得点）。
現役引退後はユヴェントスの会長に就任し、若き日のデル・ピエロを発掘するなど、クラブの発展に尽力した。
2021年6月18日、心不全により死去。